# Мала Березівка
Мала́ Березі́вка — село в Україні, у Приютівській селищній громаді Олександрійського району Кіровоградської області. Населення становить 17 осіб.
На схід від села розташований орнітологічний заказник «Урочище Грабовате».

## Історія
Станом на 1886 рік у селі Олександрівської волості Олександрійського повіту Херсонської губернії, мешкало 293 особи, налічувалось 45 дворових господарств, існували винокуренний завод та винний склад.

## Населення
Згідно з переписом УРСР 1989 року чисельність наявного населення села становила 25 осіб, з яких 9 чоловіків та 16 жінок.
За переписом населення України 2001 року в селі мешкало 17 осіб.

### Мова
Розподіл населення за рідною мовою за даними перепису 2001 року:
| Мова       | Відсоток |
| ---------- | -------- |
| українська | 94,12 %  |
| російська  | 5,88 %   |